# Col·legi de Sant Josep (Vilafranca del Penedès)
El Col·legi de Sant Josep, o Institut Milà i Fontanals, és un edifici del municipi de Vilafranca del Penedès (Alt Penedès) protegit com a bé cultural d'interès local. És una escola concertada d'Infantil, Primària i Secundària amb una línia educativa familiar, moderna i comunicativa, amb un enfocament sensible al coneixement dels infants i les seves famílies.

## Descripció
És un edifici entre mitgeres, de planta rectangular i coberta de teula àrab a dues aigües, amb pati interior. La façana és neoclàssica, amb parament d'entrada sobresortint i elevat, amb un balcó superior que presenta barana de balustres. Al llarg de la superfície de la façana apareixen diversos motius ornamentals esgrafiats.

## Història
La construcció de l'edifici data de l'any 1827, en el moment d'urbanització de la Rambla de Sant Francesc després de l'enderroc de l'antiga muralla medieval. És un edifici contigu i comunicat amb les dependències de l'Hospital i l'antic Convent de Sant Francesc. Els esgrafiats de la façana són del 1956.